# Залесцы (Луцкий район)
Залесцы (укр. Залісці) — село в Копачовской сельской общине Луцкого района Волынской области Украины.
До 2020 года входило в Рожищенский район.
Код КОАТУУ — 0724582101. Население по переписи 2001 года составляет 504 человека. Почтовый индекс — 45143. Телефонный код — 3368. Занимает площадь 1,565 км².